# Reggina Calcio 1995-1996
Questa voce raccoglie le informazioni riguardanti la Reggina Calcio nelle competizioni ufficiali della stagione 1995-1996.

## Stagione
Nella stagione 1995-1996 la squadra calabrese neopromossa in Serie B, è stata allenata nei primi sette mesi da Giuliano Zoratti, poi dall'inizio di aprile, nelle ultime nove giornate di campionato, dopo la sconfitta (2-1) subita a Perugia, da Franco Gagliardi, da lui guidata la Reggina ha concluso il campionato in quattordicesima posizione con 47 punti. Con una volata finale strepitosa, costituita da quattro splendide vittorie di fila, che hanno sancito una insperata ma meritata salvezza. Il capocannoniere della squadra amaranto è stato Alfredo Aglietti che ha realizzato 18 reti. In Coppa Italia la Reggina è stata eliminata al primo turno dal ChievoVerona.
La media spettatori al Comunale in questa stagione è stata di circa 8.000 presenze a partita.

## Divise e sponsor
Lo sponsor per questa stagione del ritorno in serie B è la Mauro Caffè, mentre l'Asics è sponsor tecnico.
| Casa | Trasferta |

## Rosa
| N. |                   | Ruolo | Calciatore           |
| -- | ----------------- | ----- | -------------------- |
|    | Italia (bandiera) | P     | Emanuele Belardi     |
| 1  | Italia (bandiera) | P     | Sandro Merlo         |
| 12 | Italia (bandiera) | P     | Alessio Scarpi       |
| 15 | Italia (bandiera) | D     | Massimo Carli        |
| 21 | Italia (bandiera) | D     | Giampaolo Ceramicola |
| 13 | Italia (bandiera) | D     | Bruno Cirillo        |
| 23 | Italia (bandiera) | D     | Fabio Di Sauro       |
| 14 | Italia (bandiera) | D     | Simone Giacchetta    |
| 16 | Italia (bandiera) | D     | Emiliano Maddè       |
| 6  | Italia (bandiera) | D     | Maurizio Marin       |
| 77 | Italia (bandiera) | D     | Maurizio Peccarisi   |
| 10 | Italia (bandiera) | D     | Steven Torbidoni     |
| 5  | Italia (bandiera) | D     | Simone Veronese      |
| 2  | Italia (bandiera) | D     | Maurizio Vincioni    |

| N. |                   | Ruolo | Calciatore       |
| -- | ----------------- | ----- | ---------------- |
| 4  | Italia (bandiera) | C     | Marco Carrara    |
| 15 | Italia (bandiera) | C     | Andrea Guernier  |
| 23 | Italia (bandiera) | C     | Giuseppe Manari  |
| 22 | Italia (bandiera) | C     | Eligio Nicolini  |
| 20 | Italia (bandiera) | C     | Simone Perrotta  |
| 3  | Italia (bandiera) | C     | Maurizio Poli    |
| 17 | Italia (bandiera) | C     | Marco Tomaselli  |
| 7  | Italia (bandiera) | C     | Domenico Toscano |
| 11 | Italia (bandiera) | A     | Alfredo Aglietti |
| 9  | Italia (bandiera) | A     | Rubens Pasino    |
| 18 | Italia (bandiera) | A     | Marco Veronese   |
| 19 | Italia (bandiera) | A     | Alex Visentin    |
| 78 | Italia (bandiera) | A     | Celano Valentino |

### Campionato

#### Girone di andata
| Arbitro: | Franceschini (Bari) |

|                                     |           |                    |
| Veronese 42’ V. Esposito 36’ (aut.) | Marcatori | 37’, 70’ Artistico |

| Arbitro: | Lana (Torino) |

|                                                                             |           |  |
| Delli Carri 15’ Montella 28’, 48’, 63’ Ruotolo 21’ Nappi 37’ Pagliarini 44’ | Marcatori |  |

| Arbitro: | Rosica (Roma) |

|           |           |              |
| Carli 28’ | Marcatori | 59’ Giordano |

| Arbitro: | De Prisco (Torre Annunziata) |

|                 |           |              |
| Cornacchini 17’ | Marcatori | 42’ Aglietti |

| Foggia 24 settembre 1995, ore 15:00 5ª giornata | Foggia             | 0 – 0 | Reggina | Stadio Pino Zaccheria (8.000 spett.)\| Arbitro: \| Dagnello (Trieste) \| |
| Arbitro:                                        | Dagnello (Trieste) |       |         |                                                                          |

| Reggio Calabria 1º ottobre 1995, ore 15:00 6ª giornata | Reggina         | 0 – 0 | Cesena | Stadio Comunale (6.000 spett.)\| Arbitro: \| Gronda (Genova) \| |
| Arbitro:                                               | Gronda (Genova) |       |        |                                                                 |

| Arbitro: | Rossi (Ciampino) |

|                |           |              |
| Ficcadenti 85’ | Marcatori | 22’ Aglietti |

| Reggio Calabria 15 ottobre 1995, ore 15:00 8ª giornata | Reggina         | 0 – 0 | Cosenza | Stadio Comunale (10.000 spett.)\| Arbitro: \| Nicchi (Arezzo) \| |
| Arbitro:                                               | Nicchi (Arezzo) |       |         |                                                                  |

| Arbitro: | Cinciripini (Ascoli Piceno) |

|              |           |  |
| Masolini 90’ | Marcatori |  |

| Arbitro: | Bonfrisco (Monza) |

|              |           |  |
| Aglietti 89’ | Marcatori |  |

| Arbitro: | Ercolino (Cassino) |

|  |           |                   |
|  | Marcatori | 13’, 28’ Aglietti |

| Arbitro: | Braschi (Prato) |

|  |           |                                 |
|  | Marcatori | 18’ Provitali 45’ D. Pellegrini |

| Arbitro: | Serena (Bassano del Grappa) |

|                            |           |  |
| Tosto 39’, 65’ Criniti 72’ | Marcatori |  |

| Arbitro: | Rodomonti (Teramo) |

|                         |           |            |
| Pasino 57’ Aglietti 60’ | Marcatori | 27’ Lunini |

| Arbitro: | Quartuccio (Torre Annunziata) |

|                                         |           |  |
| Aglietti 3’, 57’ Toscano 38’ Pasino 72’ | Marcatori |  |

| Arbitro: | L. Branzoni (Pavia) |

|                                    |           |  |
| Di Giannatale 18’ A. Carnevale 67’ | Marcatori |  |

| Arbitro: | Franceschini (Bari) |

|              |           |                   |
| Aglietti 15’ | Marcatori | 76’ (aut.) Scarpi |

| Arbitro: | Bonfrisco (Monza) |

|                                 |           |          |
| Manzo 8’ Rastelli 35’ Cozza 41’ | Marcatori | 21’ Poli |

| Arbitro: | Lana (Torino) |

|                           |           |  |
| Ceramicola 36’ Pasino 72’ | Marcatori |  |

#### Girone di ritorno
| Arbitro: | Farina (Novi Ligure) |

|                                         |           |                          |
| Cavaliere 38’ Lucidi 45’, 62’ Lemme 73’ | Marcatori | 12’ Aglietti 55’ Carrara |

| Arbitro: | Beschin (Legnago) |

|                          |           |              |
| Ceramicola 6’ Pasino 90’ | Marcatori | 81’ Montella |

| Arbitro: | Franceschini (Bari) |

|                      |           |  |
| Melis 60’ Melosi 90’ | Marcatori |  |

| Arbitro: | Rosica (Roma) |

|  |           |                 |
|  | Marcatori | 21’ Cornacchini |

| Arbitro: | Gronda (Genova) |

|            |           |  |
| Pasino 86’ | Marcatori |  |

| Cesena 3 marzo 1996 25ª giornata | Cesena                        | 0 – 0 | Reggina | Stadio Dino Manuzzi (5.500 spett.)\| Arbitro: \| Quartuccio (Torre Annunziata) \| |
| Arbitro:                         | Quartuccio (Torre Annunziata) |       |         |                                                                                   |

| Arbitro: | Tombolini (Ancona) |

|                |           |              |
| Ceramicola 57’ | Marcatori | 66’ De Vitis |

| Arbitro: | Trentalange (Torino) |

|                         |           |  |
| Tatti 58’ Lucarelli 86’ | Marcatori |  |

| Arbitro: | De Prisco (Nocera Inferiore) |

|                   |           |                             |
| Aglietti 15’, 81’ | Marcatori | 62’ A. Morello 72’ Beghetto |

| Arbitro: | Bonfrisco (Monza) |

|                |           |              |
| Negri 16’, 77’ | Marcatori | 69’ Visentin |

| Arbitro: | Bettin (Padova) |

|              |           |                   |
| Aglietti 48’ | Marcatori | 85’ (rig.) Pisano |

| Arbitro: | Lana (Torino) |

|             |           |  |
| Cerbone 90’ | Marcatori |  |

| Arbitro: | L. Branzoni (Pavia) |

|                |           |           |
| Ceramicola 40’ | Marcatori | 90’ Luiso |

| Arbitro: | Collina (Viareggio) |

|          |           |              |
| Neri 74’ | Marcatori | 50’ Visentin |

| Arbitro: | Quartuccio (Torre Annunziata) |

|             |           |  |
| Barraco 47’ | Marcatori |  |

| Arbitro: | De Prisco (Nocera Inferiore) |

|              |           |  |
| Aglietti 21’ | Marcatori |  |

| Arbitro: | De Santis (Tivoli) |

|  |           |                         |
|  | Marcatori | 19’ Aglietti 57’ Pasino |

| Arbitro: | Trentalange (Torino) |

|                          |           |  |
| Carrara 13’ Aglietti 45’ | Marcatori |  |

| Arbitro: | Bazzoli (Merano) |

|               |           |                              |
| Schenardi 28’ | Marcatori | 8’ Toscano 19’, 37’ Aglietti |

### Coppa Italia
| Arbitro: | Ercolino (Cassino) |

|                   |           |                              |
| Pasino 73’ (Rig.) | Marcatori | 41’ Cossato 85’ (aut.) Carli |

### Statistiche dei giocatori
| Giocatore     | Serie B  | Serie B | Serie B     | Serie B    | Coppa Italia | Coppa Italia | Coppa Italia | Coppa Italia | Totale   | Totale | Totale      | Totale     |
| Giocatore     | Presenze | Reti    | Ammonizioni | Espulsioni | Presenze     | Reti         | Ammonizioni  | Espulsioni   | Presenze | Reti   | Ammonizioni | Espulsioni |
| ------------- | -------- | ------- | ----------- | ---------- | ------------ | ------------ | ------------ | ------------ | -------- | ------ | ----------- | ---------- |
| S. Merlo      | 7        | -16     | -           | 0          | 1            | 2            | 0            | 0            | 8        | -14    | 0           | 0          |
| M. Vincioni   | 26       | 0       | -           | 0          | 0            | 0            | 0            | 0            | 26       | 0      | 0           | 0          |
| M. Carli      | 16       | 1       | -           | 0          | 0            | 0            | 0            | 0            | 16       | 1      | 0           | 0          |
| S. Veronese   | 28       | 1       | -           | 0          | 0            | 0            | 0            | 0            | 28       | 1      | 0           | 0          |
| M. Poli       | 32       | 1       | -           | 0          | 0            | 0            | 0            | 0            | 32       | 1      | 0           | 0          |
| D. Toscano    | 31       | 2       | -           | 0          | 1            | 0            | 0            | 0            | 32       | 2      | 0           | 0          |
| S. Giacchetta | 30       | 0       | -           | 0          | 1            | 0            | 0            | 0            | 31       | 0      | 0           | 0          |
| M. Tomaselli  | 3        | 0       | -           | 0          | 0            | 0            | 0            | 0            | 3        | 0      | 0           | 0          |
| M. Carrara    | 31       | 0       | -           | 0          | 0            | 0            | 0            | 0            | 31       | 0      | 0           | 0          |
| S. Torbidoni  | 20       | 0       | -           | 0          | 1            | 0            | 0            | 0            | 21       | 0      | 0           | 0          |
| R. Pasino     | 37       | 6       | -           | 0          | 1            | 1            | 0            | 0            | 38       | 7      | 0           | 0          |
| A. Visentin   | 23       | 2       | -           | 0          | 0            | 0            | 0            | 0            | 23       | 2      | 0           | 0          |
| A. Aglietti   | 37       | 18      | -           | 0          | 0            | 0            | 0            | 0            | 37       | 18     | 0           | 0          |
| M. Veronese   | 16       | 0       | -           | 0          | 1            | 0            | 0            | 0            | 17       | 0      | 0           | 0          |
| G. Manari     | 1        | 0       | -           | 0          | 1            | 0            | 0            | 0            | 2        | 0      | 0           | 0          |
| A. Guernier   | 2        | 0       | -           | 0          | 1            | 0            | 0            | 0            | 3        | 0      | 0           | 0          |
| S. Perrotta   | 22       | 0       | -           | 0          | 0            | 0            | 0            | 0            | 22       | 0      | 0           | 0          |
| M. Marin      | 33       | 0       | -           | 0          | 0            | 0            | 0            | 0            | 33       | 0      | 0           | 0          |
| A. Scarpi     | 33       | -28     | -           | 0          | 0            | 0            | 0            | 0            | 33       | -28    | 0           | 0          |
| E. Belardi    | 1        | -0      | -           | 0          | 0            | 0            | 0            | 0            | 1        | 0      | 0           | 0          |
| E. Nicolini   | 22       | 0       | -           | 0          | 0            | 0            | 0            | 0            | 22       | 0      | 0           | 0          |
| F. Di Sauro   | 27       | 0       | -           | 0          | 0            | 0            | 0            | 0            | 27       | 0      | 0           | 0          |
| G. Ceramicola | 28       | 4       | -           | 0          | 0            | 0            | 0            | 0            | 28       | 4      | 0           | 0          |
| E. Maddè      | 3        | 0       | -           | 0          | 0            | 0            | 0            | 0            | 3        | 0      | 0           | 0          |
| M. Peccarisi  | 0        | 0       | -           | 0          | 0            | 0            | 0            | 0            | 0        | 0      | 0           | 0          |
| V. Celano     | 0        | 0       | -           | 0          | 1            | 0            | 0            | 0            | 1        | 0      | 0           | 0          |